# Reds de Providence
Pour les articles homonymes, voir Reds.
Les Reds de Providence sont une franchise professionnelle de hockey sur glace de la Ligue américaine de hockey qui évoluait à Providence dans l'État du Rhode Island aux États-Unis.

## Histoire

Logo des Reds dans les années 1970

Lors de la création de la Canadian-American Hockey League (Can-Am) en 1926, les Reds de Providence furent une des cinq équipes originales de la ligue avec les Tigers de Boston, les Castors de Québec, les Eagles de New Haven et les Indians de Springfield. Entre 1926 et 1936, soit dix saisons, ils remportent le championnat trois fois (1930, 1932 et 1934). Ils participent ensuite avec sept autres franchises à la création de l'International Hockey Ligue (IAHL), fusion de la ligue internationale de hockey (IHL) et de la Can-Am en 1936. Les huit équipes étaient : les Bisons de Buffalo, les Barons de Cleveland, les Eagles de New Haven, les Ramblers de Philadelphie, les Hornets de Pittsburgh, les Indians de Springfield, les Stars de Syracuse et les Reds de Providence. Durant les quatre saisons d'existence de l'IAHL, les Reds remportent deux fois le titre de champions, la Coupe Calder, en 1938 et 1940. La LAH, nouvellement nommée en 1940, voit les Reds remporter encore deux titres en 1949 et 1956.
Après ce dernier titre, la franchise connaît peu de succès, n'atteignant la finale de la coupe Calder que lors de la saison 1973-1974. La dernière saison de l'équipe est marquée par son changement de nom: les Reds de Providence deviennent les Reds de Rhode Island.
En 1977, la franchise est déménagée à Binghamton où elle est rebaptisée Dusters de Broome.

## Statistiques
| No | Saison    | PJ | V  | D  | N  | BP  | BC  | Pts | Classement | Séries éliminatoires |
| -- | --------- | -- | -- | -- | -- | --- | --- | --- | ---------- | -------------------- |
| 1  | 1926-1927 | 32 | 12 | 17 | 3  | 50  | 67  | 27  | Derniers   | Non qualifiés        |
| 2  | 1927-1928 | 40 | 13 | 19 | 8  | 88  | 83  | 34  | 5e         | Non qualifiés        |
| 3  | 1928-1929 | 40 | 18 | 12 | 10 | 64  | 58  | 46  | 2e         | Finalistes           |
| 4  | 1929-1930 | 40 | 24 | 11 | 5  | 120 | 98  | 53  | 1er        | Vainqueurs           |
| 5  | 1930-1931 | 40 | 23 | 11 | 6  | 132 | 96  | 52  | 2e         | Demi-finalistes      |
| 6  | 1931-1932 | 40 | 23 | 11 | 6  | 138 | 108 | 52  | 1er        | Vainqueurs           |
| 7  | 1932-1933 | 48 | 26 | 16 | 6  | 129 | 117 | 58  | 2e         | Demi-finalistes      |
| 8  | 1933-1934 | 40 | 19 | 12 | 9  | 91  | 92  | 47  | 1er        | Vainqueurs           |
| 9  | 1934-1935 | 48 | 19 | 17 | 12 | 124 | 144 | 50  | 3e         | Finalistes           |
| 10 | 1935-1936 | 47 | 21 | 20 | 6  | 106 | 127 | 48  | 2e         | Finalistes           |

| No | Saison    | PJ | V  | D  | N  | BP  | BC  | Pts | Classement | Séries éliminatoires |
| -- | --------- | -- | -- | -- | -- | --- | --- | --- | ---------- | -------------------- |
| 11 | 1936-1937 | 48 | 21 | 20 | 7  | 122 | 125 | 49  | 3e Est     |                      |
| 12 | 1937-1938 | 48 | 25 | 16 | 7  | 114 | 86  | 57  | 1er Est    | Vainqueurs           |
| 13 | 1938-1939 | 54 | 21 | 22 | 11 | 136 | 153 | 53  | 5e         |                      |
| 14 | 1939-1940 | 54 | 27 | 19 | 8  | 161 | 157 | 62  | 1er Est    | Vainqueurs           |

| No | Saison    | PJ | V  | D  | N  | BP  | BC  | Pts | Classement   | Séries éliminatoires |
| -- | --------- | -- | -- | -- | -- | --- | --- | --- | ------------ | -------------------- |
| 15 | 1940-1941 | 56 | 31 | 21 | 4  | 196 | 171 | 66  | 1er Est      | Éliminés au 1er tour |
| 16 | 1941-1942 | 56 | 17 | 32 | 7  | 205 | 237 | 41  | 4e Est       | Non qualifiés        |
| 17 | 1942-1943 | 56 | 27 | 27 | 2  | 211 | 216 | 56  | 2e Est       | Éliminés au 1er tour |
| 18 | 1943-1944 | 52 | 11 | 36 | 5  | 126 | 214 | 27  | Derniers Est | Non qualifiés        |
| 19 | 1944-1945 | 60 | 23 | 6  | 31 | 241 | 249 | 52  | Derniers Est | Non qualifiés        |
| 20 | 1945-1946 | 62 | 23 | 33 | 6  | 221 | 254 | 52  | 3e Est       | Éliminés au 1er tour |
| 21 | 1946-1947 | 64 | 21 | 33 | 10 | 226 | 281 | 52  | 4e Est       | Non qualifiés        |
| 22 | 1947-1948 | 68 | 41 | 23 | 4  | 342 | 277 | 86  | 1er Est      | Éliminés au 1er tour |
| 23 | 1948-1949 | 68 | 44 | 18 | 6  | 347 | 219 | 94  | 1er Est      | Vainqueurs           |
| 24 | 1949-1950 | 70 | 34 | 33 | 3  | 268 | 267 | 71  | 2e Est       | Éliminés au 2e tour  |
| 25 | 1950-1951 | 70 | 24 | 41 | 5  | 247 | 303 | 53  | 4e Est       | Non qualifiés        |
| 26 | 1951-1952 | 68 | 32 | 33 | 3  | 263 | 270 | 67  | 2e Est       | Finalistes           |
| 27 | 1952-1953 | 64 | 27 | 36 | 1  | 215 | 254 | 55  | 5e           | Non qualifiés        |
| 28 | 1953-1954 | 70 | 26 | 40 | 4  | 211 | 276 | 56  | 5e           | Non qualifiés        |
| 29 | 1954-1955 | 64 | 21 | 37 | 6  | 194 | 263 | 48  | Derniers     | Non qualifiés        |
| 30 | 1955-1956 | 64 | 45 | 17 | 2  | 263 | 193 | 92  | 1er          | Vainqueurs           |
| 31 | 1956-1957 | 64 | 34 | 22 | 8  | 236 | 168 | 76  | 1er          | Éliminés au 1er tour |
| 32 | 1957-1958 | 70 | 33 | 32 | 5  | 237 | 220 | 71  | 3e           | Éliminés au 1er tour |
| 33 | 1958-1959 | 70 | 28 | 40 | 2  | 222 | 265 | 58  | Derniers     | Non qualifiés        |
| 34 | 1959-1960 | 72 | 38 | 32 | 2  | 251 | 237 | 78  | 3e           | Éliminés au 1er tour |
| 35 | 1960-1961 | 72 | 26 | 46 | 0  | 225 | 333 | 52  | Derniers     | Non qualifiés        |
| 36 | 1961-1962 | 70 | 36 | 32 | 2  | 261 | 267 | 74  | 3e Est       | Éliminés au 1er tour |
| 37 | 1962-1963 | 72 | 38 | 29 | 5  | 239 | 203 | 81  | 1er Est      | Éliminés au 1er tour |
| 38 | 1963-1964 | 72 | 32 | 35 | 5  | 248 | 239 | 69  | 3e Est       | Éliminés au 1er tour |
| 39 | 1964-1965 | 72 | 20 | 50 | 2  | 193 | 312 | 42  | Derniers Est | Non qualifiés        |
| 40 | 1965-1966 | 72 | 20 | 49 | 3  | 184 | 310 | 43  | Derniers Est | Non qualifiés        |
| 41 | 1966-1967 | 72 | 13 | 46 | 13 | 210 | 329 | 39  | Derniers Est | Non qualifiés        |
| 42 | 1967-1968 | 72 | 30 | 33 | 9  | 235 | 272 | 69  | 3e Est       | Éliminés au 2e tour  |
| 43 | 1968-1969 | 74 | 32 | 36 | 6  | 242 | 284 | 70  | 3e Est       | Éliminés au 2e tour  |
| 44 | 1969-1970 | 72 | 23 | 36 | 13 | 218 | 267 | 59  | Derniers Est | Non qualifiés        |
| 45 | 1970-1971 | 72 | 28 | 31 | 13 | 257 | 270 | 69  | 1er Est      | Non qualifiés        |
| 46 | 1971-1972 | 76 | 28 | 37 | 11 | 250 | 274 | 67  | 4e Est       | Éliminés au 1er tour |
| 47 | 1972-1973 | 76 | 32 | 30 | 14 | 253 | 255 | 78  | 4e Est       | Éliminés au 1er tour |
| 48 | 1973-1974 | 76 | 38 | 26 | 12 | 330 | 244 | 88  | 2e Est       | Finalistes           |
| 49 | 1974-1975 | 76 | 43 | 21 | 12 | 317 | 263 | 98  | 1er Est      | Éliminés au 1er tour |
| 50 | 1975-1976 | 76 | 34 | 34 | 8  | 294 | 300 | 76  | 3e Est       | Éliminés au 1er tour |
| 51 | 1976-1977 | 80 | 25 | 51 | 4  | 282 | 359 | 54  | Derniers     | Non qualifiés        |

## Entraîneurs
- Billy Coutu (1933-1934)
- Albert Leduc, (1936-1937)
- Bun Cook (1938-1939, 1940-1943)
- Johnny Mitchell (1943-1944)
- Irwin Boyd (1944-1946)
- Terry Reardon (1947-1953)
- Pat Egan (1953-1955)
- Jack Crawford (1955-1960)
- Phil Watson (1960-1961)
- Fern Flaman (1961-1965)
- Irvan Irwin (1965-1966)
- Dave Creighton (1967-1970)
- Larry Wilson (1971-1972)
- Larry Popein (1972-1973)
- John Muckler (1973-1977)

## Palmarès
- Titres de division :
  - IAHL : 1937-1938 et 1939-1940
  - LAH : 1940-1941, 1947-1948, 1948-1949, 1962-1963, 1970-1971 et 1974-1975
- Titres de saison régulière :
  - Can-Am : 1929-1930, 1931-1932 et 1933-1934
  - LAH : 1940-1941, 1948-1949, 1955-1956, 1956-1957 et 1974-1975
- Championnats :
  - Can-Am : 1929-1930, 1931-1932 et 1933-1934
  - IAHL : 1937-1938 et 1939-1940
  - LAH : 1948-1949 et 1955-1956